# Hans Ladreiter
Hans Ladreiter (1944–1986) osztrák hegymászó.
A Lhoce 1979-es sikeres megmászása fűződik nevéhez. 1986-ban hunyt el. Nevét azóta egy hegyi turistaház őrzi.
Tagja volt az 1981-es osztrák Dhaulagiri-expedíciónak.

## Expedíciói a Himalájában

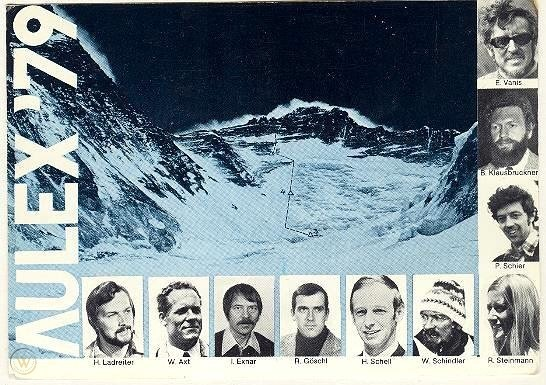

- 1979: Lhoce.[2] Ez volt a harmadik sikeres megmászása a föld negyedik legmagasabb csúcsának. 1979 tavaszán indult osztrák hegymászócsapat tagjaként Ladreiter május 5-én Wolfgang Axt társaságában tizenharmadik emberként érte el a csúcsot. Ereszkedés közben fagyási sérüléseket szerzett, az alaptáborból helikopterrel menekítették ki, de így is elvesztette 6 lábujját és 4 kézujjpercét.

- 1981: Dhaulagiri.[3] Ez az osztrák expedíció nem járt sikerrel, 6900 méterig jutottak, majd a rossz időjárás miatt visszafordulásra kényszerültek.